# Музей естественной истории (Лондон)
Музей естественной истории или Музей естествознания (англ. Natural History Museum) — один из трёх крупнейших музеев, расположенных на улице Exhibition Road в Южном Кенсингтоне. Коллекция включает в себя более 70 миллионов экспонатов по ботанике (6 млн растений), зоологии (55 млн экземпляров животных, половина из которых это насекомые в отделе энтомологии), минералогии (500 тыс. камней и минералов) и палеонтологии (9 млн ископаемых остатков).

## История
Основу коллекции составляет собрание доктора Ганса Слоуна (1660—1753), которая включает гербарий и скелеты животных и человека, первоначально выставлявшиеся в Монтегю-хаусе (Блумсбери); ведал ими в то время Британский музей.
В 1850-х годах профессор Р. Оуэн (директор отдела естествознания Британского музея) поставил вопрос о расширении собрания и необходимости собственного помещения. В 1864 году под музей был куплен участок земли в Кенсингтоне.
Архитектурный проект был разработан Френсисом Фоуком и после его смерти дорабатывался Альфредом Уотерхаузом. Фасад выдержан в романо-византийском стиле. Строительство было начато в 1873 году и окончилось в 1880-м. Музей открылся в 1881 году; в 1963 году он окончательно отделился от Британского музея.
До 1992 года именовался British Museum (Natural History), а в научной литературе был известен под аббревиатурой B.M.(N.H.) или BMNH.
Под управлением Лондонского музея естествознания работают некоторые другие коллекции, например — Музей естествознания в Тринге (Natural History Museum at Tring).

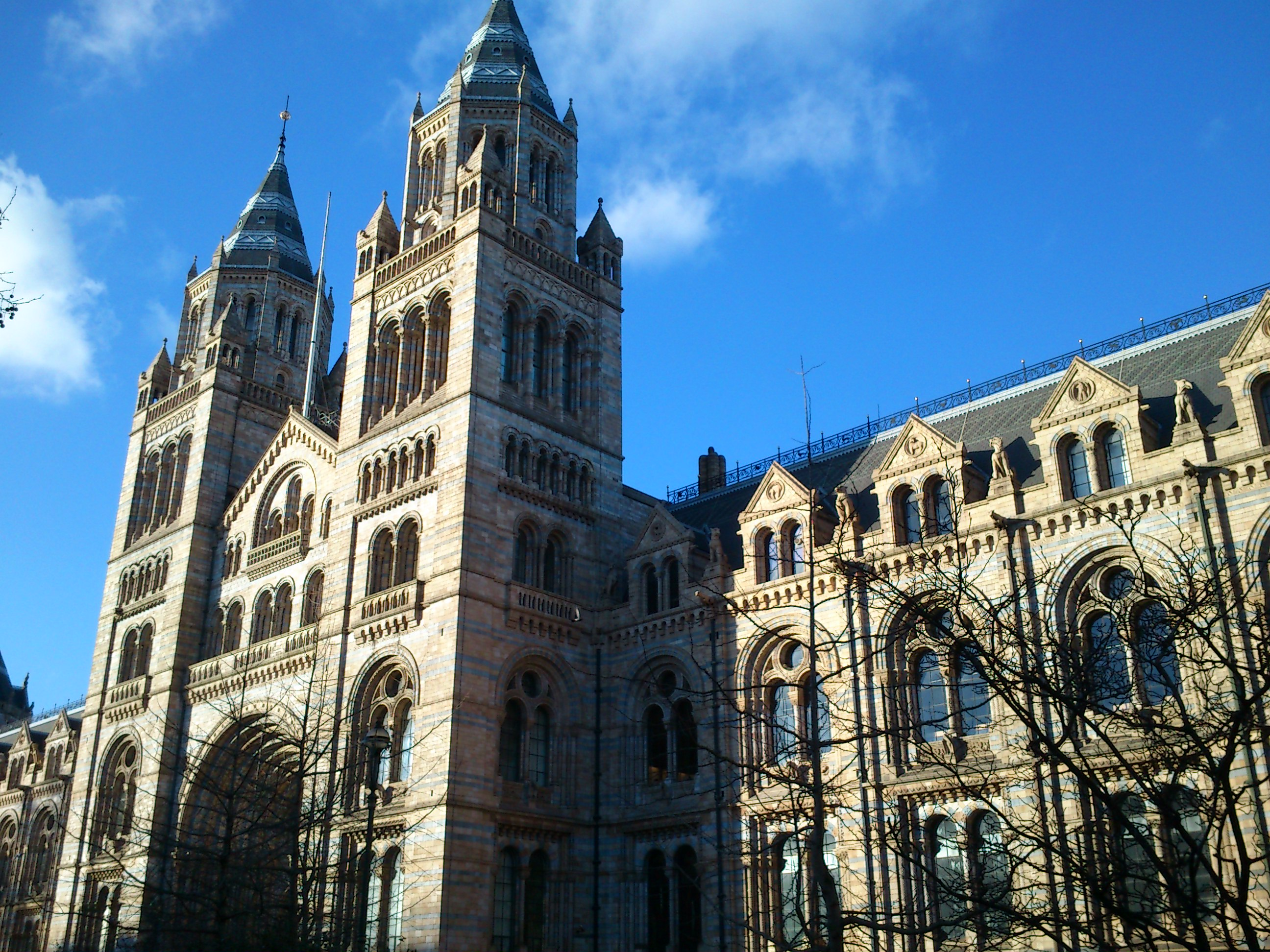
Музей естественной истории

## Экспонаты
Музей наиболее известен по его коллекции скелетов динозавров в центральном зале, в том числе копией знаменитого скелета диплодока Карнеги (длиной 26 метров; оригинал находится в Музее естественной истории Карнеги), а также примечателен механической моделью тираннозавра. В зоологической части располагается 30-метровый синий кит. Музей располагает обширной коллекцией метеоритов.
Внешняя отделка и интерьер музейного здания отделаны терракотой мастеров фирмы Gibbs And Canning Limited из Tamworth. Кирпичи украшены изображениями растений, животных и ископаемых. Вход в музей свободный. Ближайшая станция метро — South Kensington.

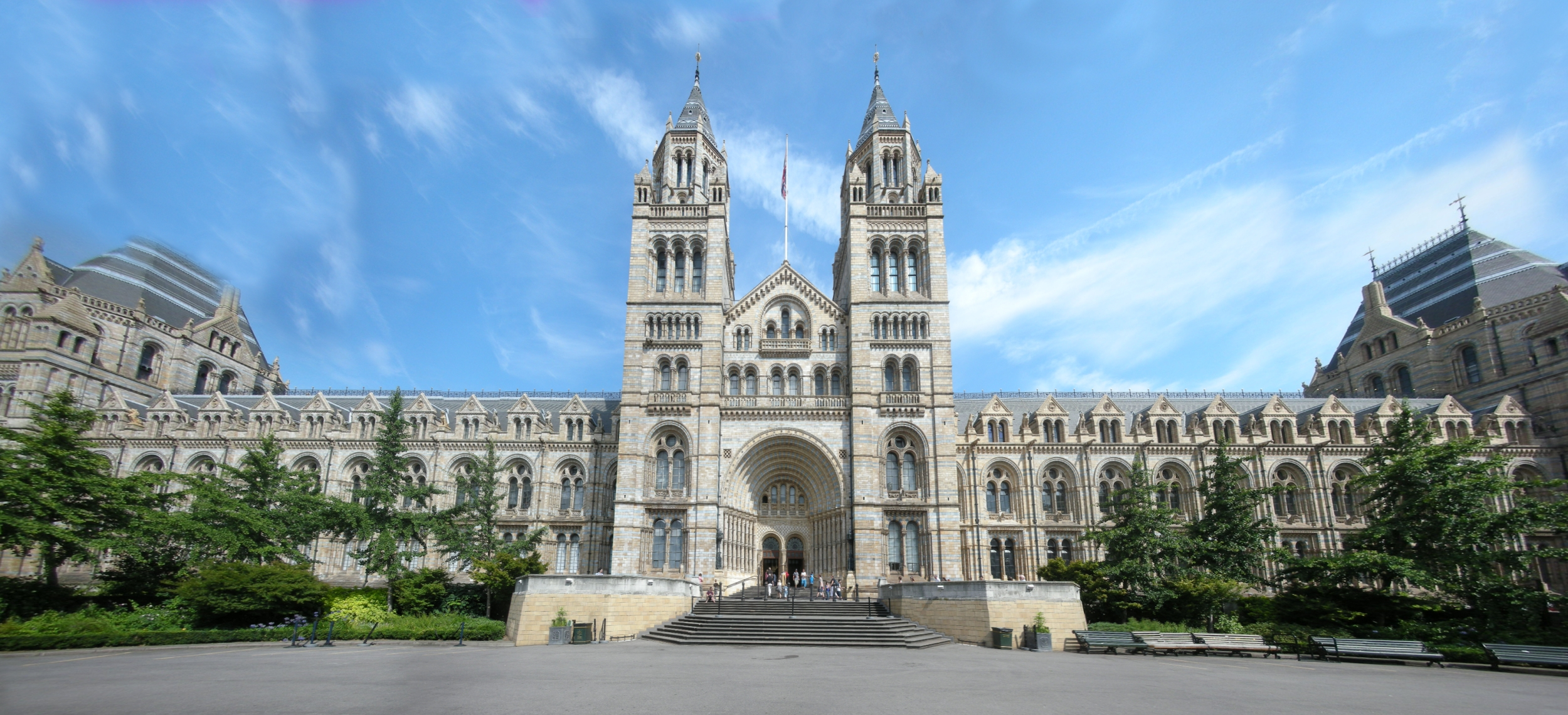
Внешний вид у входа на Cromwell Road
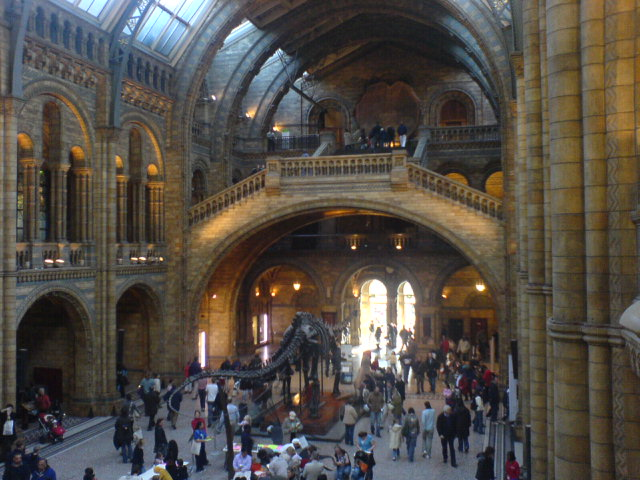
Центральный зал
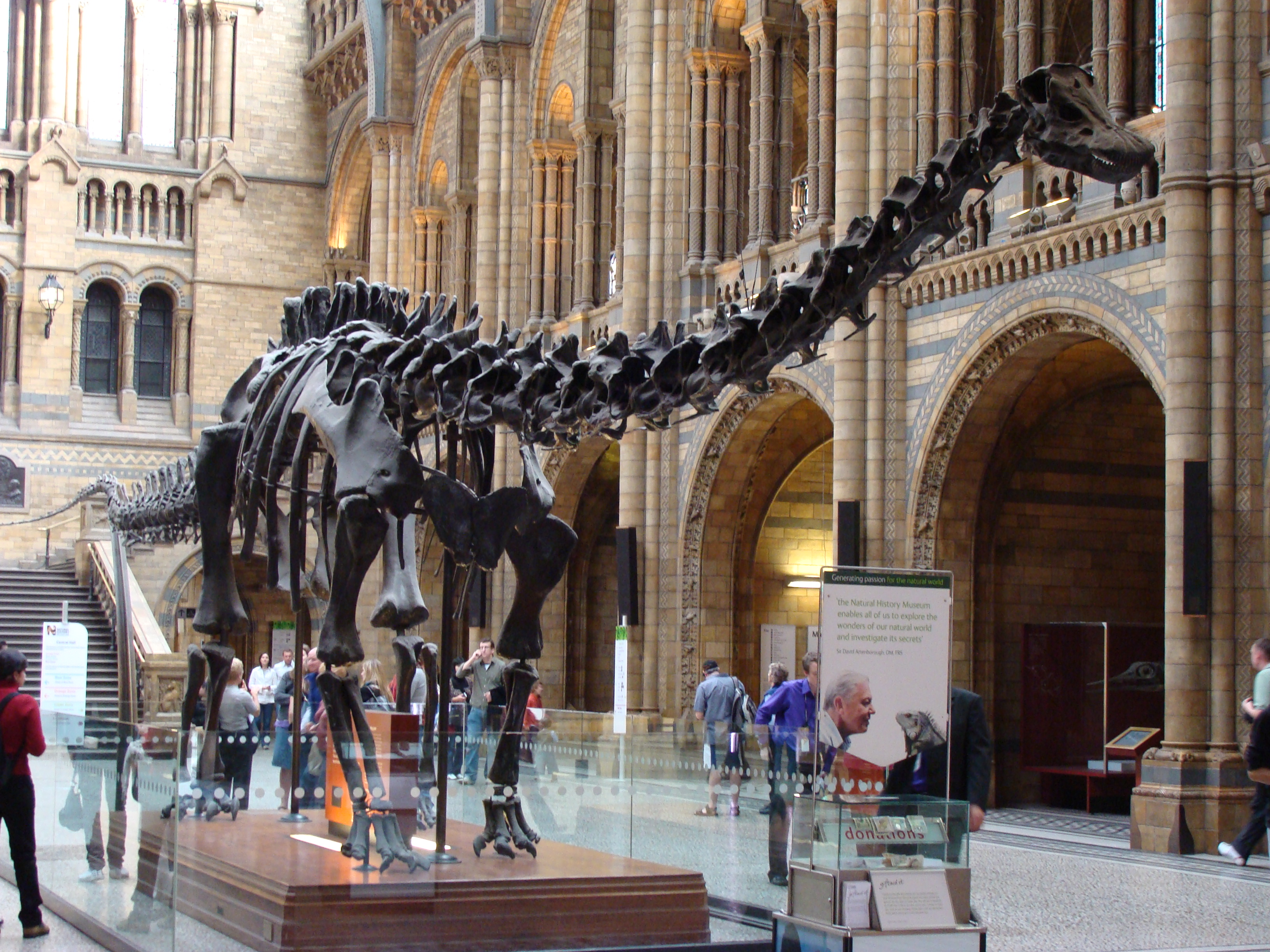
Копия скелета диплодока Карнеги
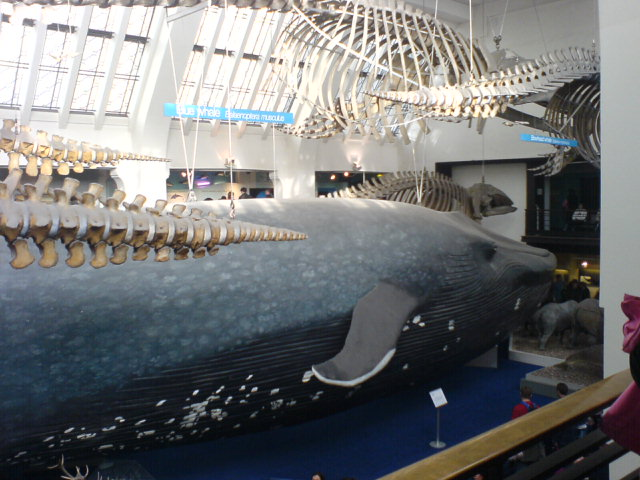
Зал Large Mammals Hall
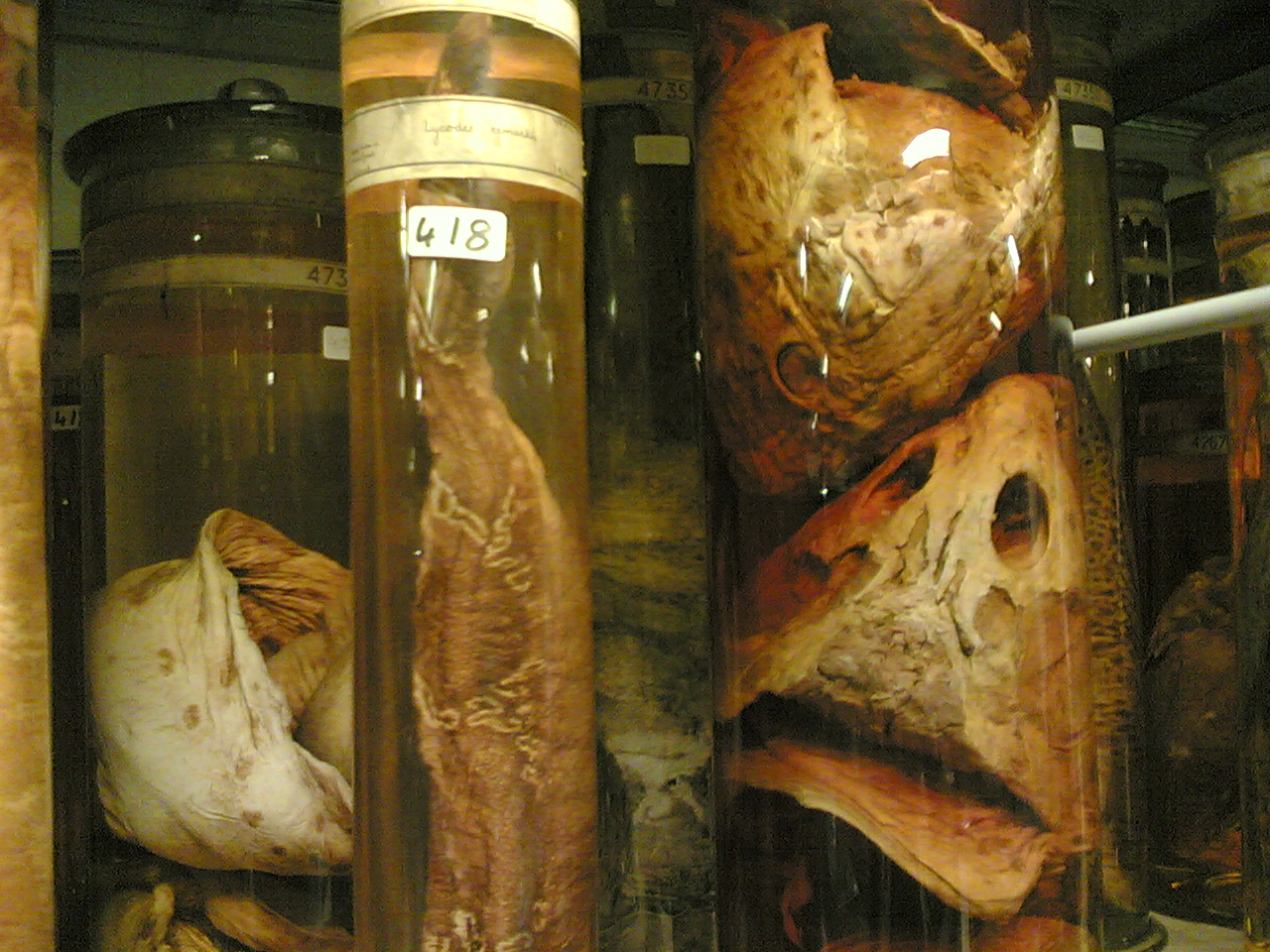
В комнате Tank Room внутри Darwin Centre
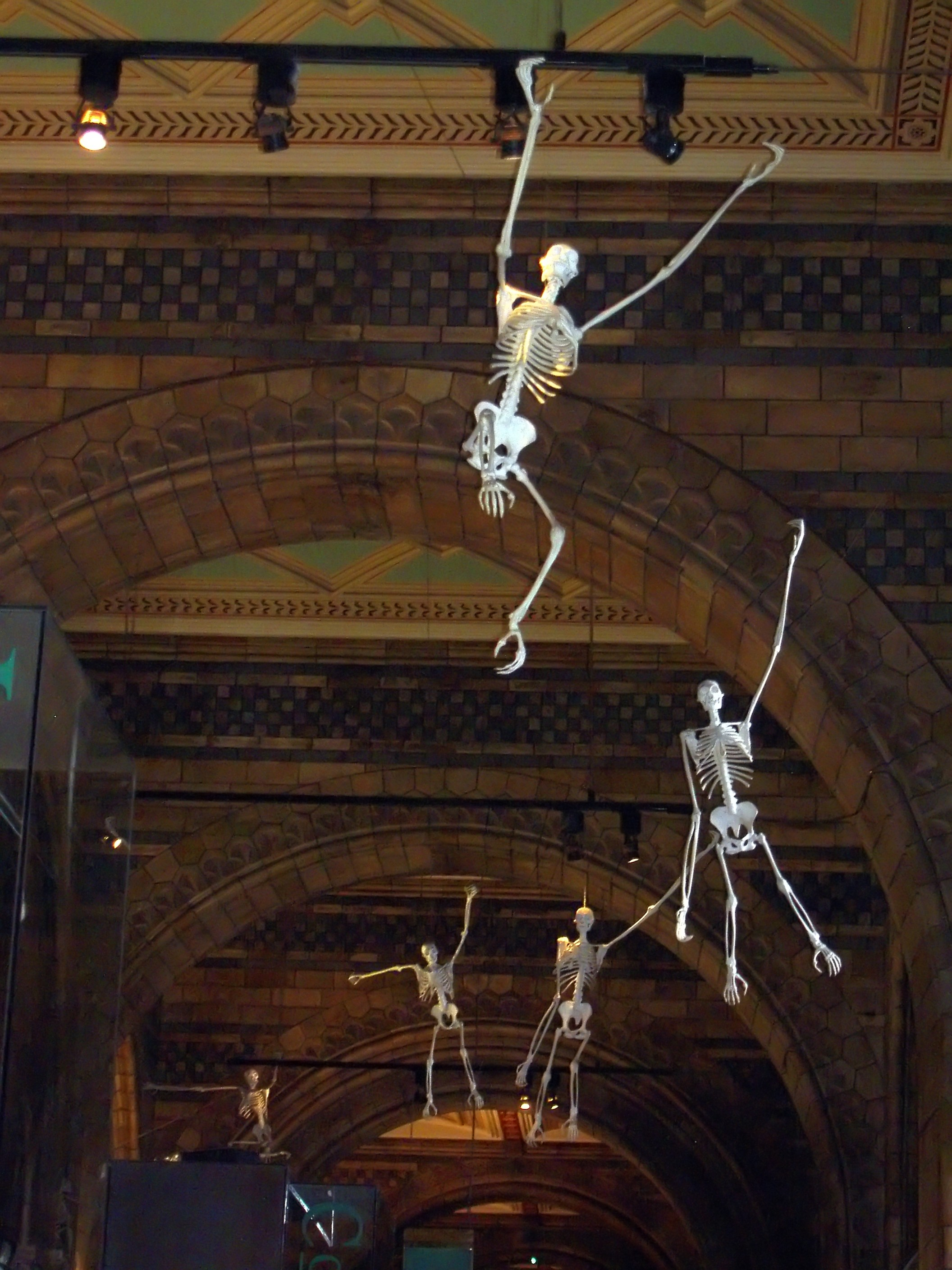
Скелеты, висящие на балконах зала The Central Hall
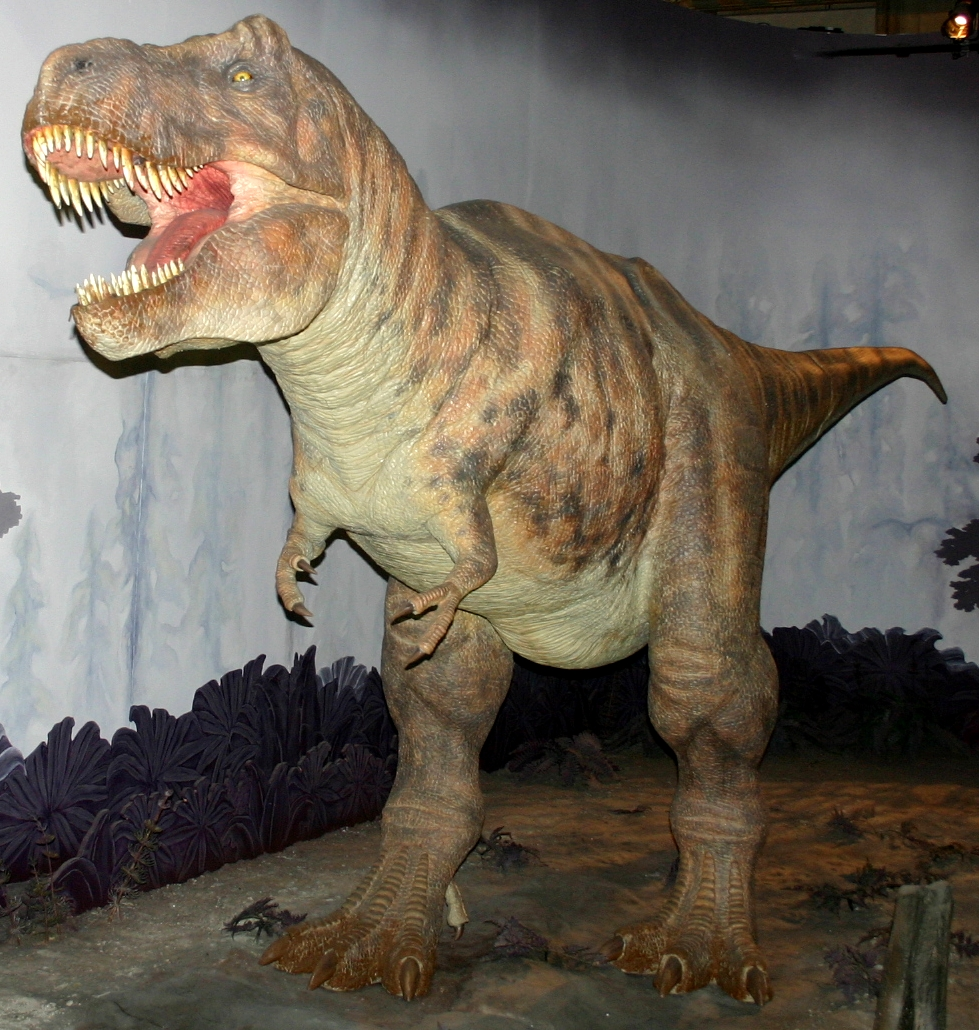
Подвижная модель тираннозавра
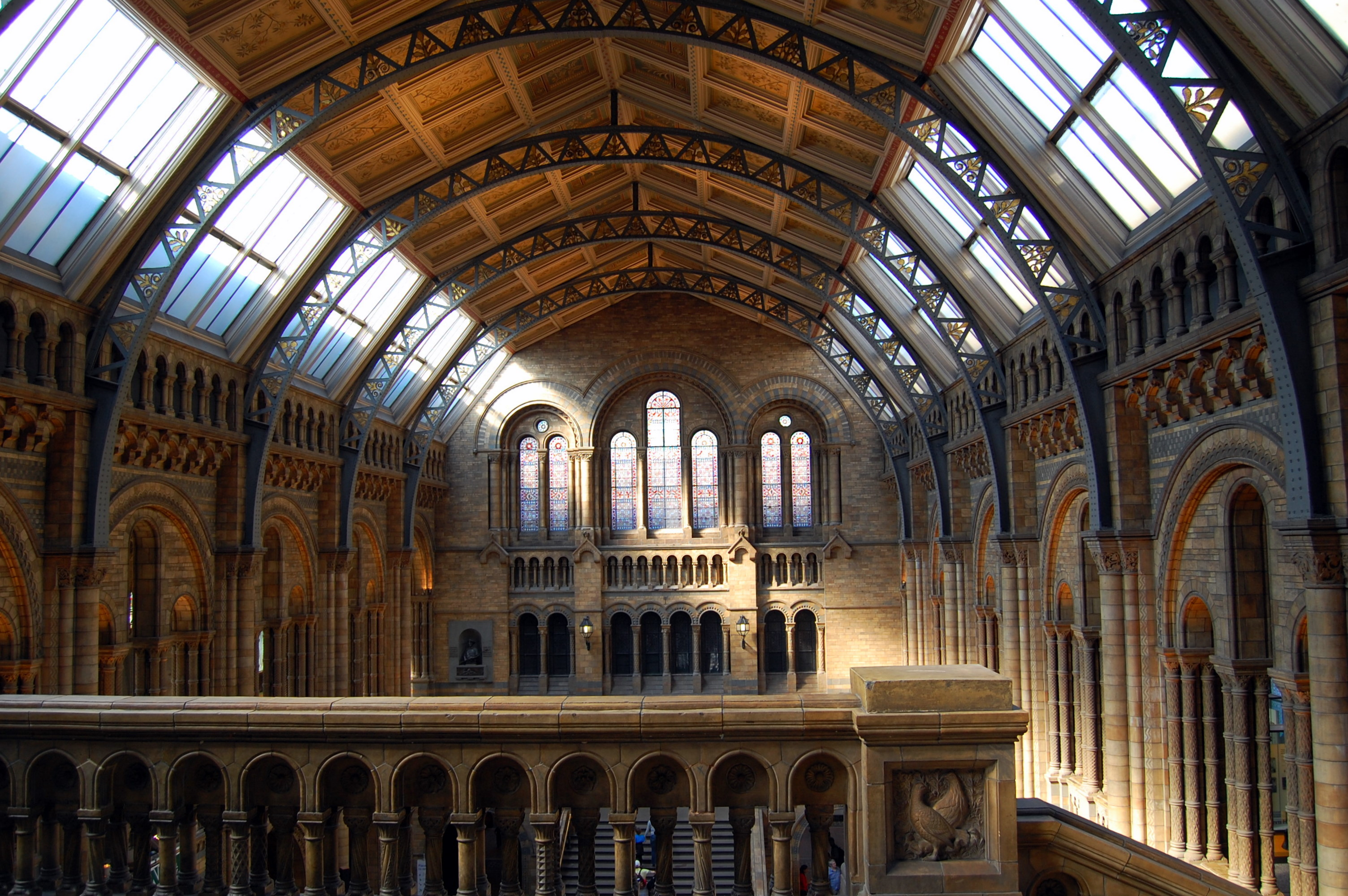
Зал The Central Hall